# Theodore Haver
Theodore (Dora) Haver (Amsterdam, 19 december 1856 – aldaar, 1 november 1912) was een Nederlandse feministe en redactrice. Zij was de medeoprichtster van de Vereeniging voor Vrouwenkiesrecht en redacteur van het feministische tijdschrift Evolutie.

## Leven
Theodore Petronella Bernardine Haver, roepnaam Dora, werd geboren te Amsterdam. Zij was de dochter van Marinus Bernardus Haver, een winkelier, en Jeanne Cornelie van Campen. Zij had ten minste één zus, Josephine Sare Rosine Haver (1868-1945), die betrokken was bij de vrouwenbeweging in Nederlands-Indië. Dora Haver trouwde op 11 augustus 1887 met Hermanus Wilhelmus Johannes Anthony Schook, een hoofdonderwijzer. Samen kregen zij twee zonen, Hermanus Wilhelmus Johannes Anthony Schook (vernoemd naar zijn vader) en Jean Corneille Schook. Hun huwelijk werd ontbonden op 23 oktober 1900.
Haver werkte vanaf haar achttiende als onderwijzeres. Zij was betrokken bij de lessen in Ons Huis in Amsterdam. In 1895 droeg Wilhelmina Drucker Haver voor als directeur van het Volksdagblad, de eerste arbeidskrant van Nederland. Uiteindelijk verloor zij het van Jacob Rot, hoewel zij in de eerste ronde bijna evenveel stemmen kregen. Van 1 oktober 1896 tot aan haar dood was Haver tevens administratrice van de Algemeene Amsterdamsche Vereeniging voor Genees-, Heel- en Verloskundige Hulp ‘’Ziekenzorg.’’
Zij overleed op 1 november 1912 op 55-jarige leeftijd.

## Vrouwenbeweging
Het is onduidelijk wanneer Havers feministische activiteiten begonnen. Sommigen zeggen dat het 1888 was en beweren dat Haver destijds voor het tijdschrift De Vrouw schreef. Volgens anderen was het 1890, toen Haver secretaris werd van de Vrije Vrouwenvereeniging (VVV). Deze organisatie ontwikkelde zich in 1894 tot de Vereeniging voor Vrouwenkiesrecht (VVK). Haver was een van de zeven oprichters, samen met onder andere Aletta Jacobs, Annette Versluys-Poelman en Wilhelmina Drucker. Namens de VVK nam Haver deel aan het Nederlandsch Comité voor Algemeen Kiesrecht van de Sociaal-Democratische Arbeiders Partij (SDAP). In december 1905 stapte zij hier echter uit, omdat zij meende dat de SDAP zich niet duidelijk genoeg uitsprak voor vrouwenkiesrecht. Van 1906 tot 1912 was Haver voorzitter van de afdeling Amsterdam van de VVK. Daarnaast was zij van 1909 tot 1912 lid van de redactiecommissie van het maandblad van de VVK.
In 1893 richtte Haver samen met Wilhelmina Drucker het feministische tijdschrift Evolutie, blad voor de vrouw op. Zij werden beiden redactrice en publiceerden ook zelf stukken in het blad. De artikelen in het tijdschrift werden regelmatig als schokkend ervaren.
In de loop der jaren werd Haver (bestuurs)lid, propagandiste en spreekster van tal van verenigingen. Zo was zij bijvoorbeeld (bestuurs)lid en propagandiste van de Bond voor Staatspensionneering, de Vrijdenkersvereeniging 'De Dageraad' en de Nieuw Malthusiaansche Bond. Bij het publiek was Haver voornamelijk bekend om haar veelvuldige optreden in het openbaar.

### Vrouwenarbeid
Haver zette zich in het bijzonder in voor vrouwenarbeid. Samen met Drucker nam zij initiatieven om vakverenigingen voor naaisters, dienstboden en telefonistes op te richten. In een toespraak op de Nationale Tentoonstelling van Vrouwenarbeid in 1898 uitte Haver haar wens om een aparte vakorganisatie voor vrouwen op te richten. Havers ideeën over de arbeid van vrouwen werden als radicaal beschouwd. Zo vond zij dat er geen onderscheid zou moeten zijn tussen mannen en vrouwen - en tussen gehuwde en ongehuwde vrouwen - bij de toelating tot een opleiding, bij de beroepskeuze, en bij de beloning van werk. Bovendien was zij van mening dat gehuwde vrouwen bij voorkeur in haar eigen onderhoud zouden moeten voorzien.
Toen de Nationale Vereeniging voor Vrouwenarbeid opgericht werd in 1901 werd Haver tot voorzitter verkozen, een functie die zij tot 1908 vervulde.